# Душица Бојић
Душица Бојић (рођ. Станојевић; Лесковац, 6. август 1963) српски је доктор историјских наука, музејски саветник и научни сарадник. Тренутно обавља функцију директора Историјског музеја Србије.

## Биографија
Рођена је 6. августа 1963. године у Лесковцу. Након дипломирања на Филозофском факултету, радила је као професор у Правно-биротехничкој школи у Београду. Од 1994. до 1997. године, била је шеф Документационог центра у Комесаријату за избеглице Републике Србије. Сфера њеног истраживања током рада у комесаријату биле су српске избеглице и њихова демографска померања у српској историографији. У Историјском музеју Србије запослена дуги низ година а од 2014. године је директор ове институције. У музеју је водила збирку архивске грађе и посебну пажњу је посветила прикупљању личних докумената и бележењу биографских података везаних за тему Генеалогија старих српских породица. Ова истраживања су обухватила породице: сељака, занатлија, трговаца, професора, инжењера, политичара, припадника војске и српских династија.

### Књиге

##### Домаће публикације
- Страдање Срба у Сарајеву, Београд 1995. и 1996.
- Страдање Срба у Коњицу и Тарчину, Београд 1995.
- Страдање Срба у Мостару и долини Неретве, Београд 1997.
- Ослобођење независност и уједињење Србије и Црне Горе, Београд 1999. (коаутор са Ф. Милић Петровић и П. Стојковић).
- Српске избеглице у Првом светском рату, Београд 2007.
- Сећања породице и мемоари генерала Љубомира Марића (1878-1960), Београд 2012. и 2017.
- Дунавски рибари и породица Богдановић, Београд 2013.и 2021.
- Срби у Кумановском срезу од прве половине XIX до средине XX века, Београд 2015.
- Ратна прошлост из депоа Историјског музеја Србије, Београд 2016.
- Јелисавета Карађорђевић - преци и потомци, Београд 2019.
- Грађанство у Великом рату, Београд 2020. (коаутор са Р. Милинкић).
- Србија и крај Великог рата, Београд 2022. (коаутор са Н. Дамњановић).
- Музиком кроз музеј : (сезона 2020–2022), Београд 2022.
- Генерал Жарко Рувидић - преци, потомци и пријатељи, Београд 2023.

##### Иностране публикације
- Россия и Сербия : история духовных связей XIV-XIX вв., Београд 2014.
- While the bombs were dropping : Serbia - 19 years since 1999, Београд 2018.

### Каталози изложби
- Повеље и дипломе : од XVII до XX века, Београд 2011. и 2012.
- Др Бранислав Војиновић : (1892-1951) : позориште као живот, Београд 2012.
- Дунавски аласи, Београд 2014.
- Срби у Северној Африци (1915-1919), Београд 2014.
- "Ево мене, ето вас" два века од Другог српског устанка, Београд 2015.
- Срби на Крфу : 1916-1918, Београд 2016.
- Србија  1915-1916, Београд 2017. (коаутор са Н. Дамњановић).
- Адвокат Мита Гојковић : 1958-2003-2018, Београд 2018.
- Крај Великог рата: 1917-1918, Београд 2018. (коаутор са Н. Дамњановић).